# Peter T. King

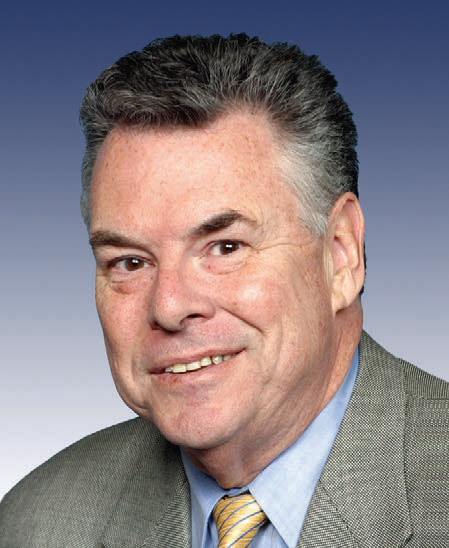
Peter T. King

Peter T. King, född 5 april 1944 i New York, New York, är en amerikansk republikansk politiker. Han representerar delstaten New Yorks andra distrikt i USA:s representanthus sedan 1993.
King utexaminerades 1965 från St. Francis College i Brooklyn och avlade 1968 juristexamen vid University of Notre Dame.
King besegrade demokraten Steve Orlins i kongressvalet 1992. Han har omvalts åtta gånger sedan dess.
King har varit med i verksamheten av NORAID, en organisation som har anklagats för att stöda IRA.
King är katolik av irländsk härkomst. Han och hustrun Rosemary har två barn: Sean och Erin.